# Unione Sportiva Arsenaltaranto 1950-1951
Questa voce raccoglie le informazioni che riguardano l'Unione Sportiva Arsenaltaranto nelle competizioni ufficiali della stagione 1950-1951.

## Rosa
| N. |                   | Ruolo | Calciatore          |
| -- | ----------------- | ----- | ------------------- |
|    | Italia (bandiera) | A     | Bruno Arcari        |
|    | Italia (bandiera) | C     | Mario Bernardel     |
|    | Italia (bandiera) | D     | Armando Bollana     |
|    | Italia (bandiera) | D     | Angelo Canavesi     |
|    | Italia (bandiera) | A     | Vincenzo Castellano |
|    | Italia (bandiera) | A     | Domenico Cremonesi  |
|    | Italia (bandiera) | D     | Antonio De Vitis    |
|    | Italia (bandiera) | C     | Giacomo Fanelli     |
|    | Italia (bandiera) | C     | Alessandro Ferrari  |
|    | Italia (bandiera) | P     | Olivo Gheduzzi      |

| N. |                   | Ruolo | Calciatore          |
| -- | ----------------- | ----- | ------------------- |
|    | Italia (bandiera) | D     | Salvatore Lo Cicero |
|    | Italia (bandiera) | A     | Cosimo Luzzi        |
|    | Italia (bandiera) | A     | Vincenzo Margiotta  |
|    | Italia (bandiera) |       | Mari                |
|    | Italia (bandiera) | C     | S. Paravano         |
|    | Italia (bandiera) |       | Antonio Piscopiello |
|    | Italia (bandiera) | A     | Giuseppe Pucci      |
|    | Italia (bandiera) | C     | Donato Raguso       |
|    | Italia (bandiera) |       | Giuseppe Stante     |
|    | Italia (bandiera) | P     | Michele Tedeschi    |